# فرودگاه بین‌المللی اوروآپان
فرودگاه بین‌المللی اوروآپان  (به انگلیسی: Uruapan International Airport)  یک فرودگاه همگانی مسافربری با کد یاتا UPN است که یک باند فرود آسفالت دارد و طول باند آن ۲۴۰۰ متر است. این فرودگاه در  کشور مکزیک قرار دارد و در ارتفاع ۱۶۰۳ متری از سطح دریا واقع شده است.

## شرکت‌های هواپیمایی و مقصدهای پروازی
| شرکت‌های هواپیمایی | مقصدهای پروازی   |
| ----------------- | ---------------- |
| Volaris           | لس‌آنجلس، تیخوانا |